# Ludwig Kohl-Larsen
Ludwig Kohl-Larsen, né Ludwig Kohl le 5 avril 1884 à Landau in der Pfalz et mort le 12 novembre 1969 à Sigmarszell), est un médecin, anthropologue, préhistorien, paléontologue amateur et explorateur polaire allemand,.

## Biographie
En 1904, Kohl commence des études supérieures de droit, à Munich. Il s'oriente ultérieurement dans le domaine de la médecine et obtient en 1908 son PhD, à Fribourg-en-Brisgau.
En mai 1911, en tant que médecin de bord, il participe à une expédition scientifique dans la mer de Weddell en Antarctique, expédition allemande dirigée par Wilhelm Filchner,. Ne pouvant aller jusqu'au terme du voyage en raison d'une appendicite aigüe, Kohl, en octobre, fait étape à la station baleinière de Grytviken, en Géorgie du Sud,. Il  rejoint ensuite le navire Deutschland dont l'équipage est mené par Carl Anton Larsen,. Sur le navire, il rencontre Margit l'une des deux filles de Larsen, qu'il épouse en septembre 1913,. L'anthropologue prend alors le nom de Kohl-Larsen,. 
Au début de la Première Guerre mondiale, le département de l'Empire colonial allemand nomme Kohl-Larsen au poste de docteur gouvernemental sur l'île de Yap, en Micronésie,. Durant cette période, il s'occupe de gérer le sauvetage d'une importante partie des ressources financières de la colonie allemande de Yap, soit environ 20 000 marks.
En 1928 et 1929, Kohl-Larsen conduit une expédition polaire en Géorgie du Sud,. Un plateau est désigné sous le terme de plateau de Kohl après cette expédition,.
Kohl-Larsen adhère au NSADP en 1930 et est favorable au régime nazi,. 
En 1931, il participe à un voyage d'exploration au-dessus de l'Arctique russe à bord du zeppelin LZ 127 Graf Zeppelin, un zeppelin construit en 1928 d'une longueur d'environ 235 m et d'une capacité de stockage de gaz hydrogène de 84 000 m3,. L'expédition allemande à bord du dirigeable débute le 24 juillet, à Friedrichshafen et atteint l'archipel François-Joseph le 26 au matin,, l'équipage parcourant ainsi une distance totale de 8 250 miles.

## Travaux
Il a découvert la grotte Mumba cave, et aurait découvert, en 1936, des ossements humains de très grande dimension.